# Vanessa Menga
Vanessa Menga (São Paulo, 20 de outubro de 1976) é uma ex-tenista brasileira.

## Carreira
Começou a jogar tênis aos quatro anos de idade, conquistando seu primeiro torneio aos seis anos, o Torneio Esperança, jogando na categoria oito anos. Como juvenil conquistou inúmeros títulos e, aos 14 anos, "Vini", como gostava de ser chamada, foi treinar em Barcelona, quando venceu o primeiro torneio profissional em duplas.
Vanessa Menga começou a jogar profissionalmente em 1995. Em 1999, ela chegou ao seu melhor estágio da carreira, alcançando o 163º lugar do ranking em simples, em 22 de fevereiro, e o 93º posto em duplas, em 7 de junho. ganhou os Jogos Pan-Americanos de 1999, em duplas ao lado de Joana Cortez. Foi na mesma temporada que ela realizou sua melhor participação nos torneios do Grand Slam, ao chegar à terceira rodada da chave de duplas de Roland Garros, em Paris, sendo o seu melhor ano profissionalmente.
Em 2003, Vanessa se retirou do profissionalismo após sofrer um acidente de motocicleta quando participava de um torneio em Nápoles, na Itália, e que a deixou oito meses longe do esporte para se recuperar fisicamente, mas que não foi o suficiente para retornar às quadras, depois de perder pontos no ranking e patrocínios.
Nos oito anos em que foi tenista profissional, Vanessa conquistou três títulos de simples e trinta e três de duplas em eventos da série ITF (sigla em inglês para Federação Internacional de Tênis).

### Sucessos
- Participou de dois Jogos Pan-Americanos: Mar Del Plata (Argentina/1995) e Winnipeg (Canadá/1999), onde foi medalha de ouro;
- Ainda a única tenista brasileira a participar de duas olimpíadas: Jogos Olímpicos de Verão de 1996 em Atlanta e Jogos Olímpicos de Verão de 2000 em Sydney;
- Conquistou 70 campeonatos e 42 vice-campeonatos;
- Única tenista a ganhar 4 torneios consecutivos (Europa).[1]

## Vida pessoal
Vanessa é filha do produtor cultural Eduardo Menga e da psicóloga Rosana Menga.
Posou nua para a Playboy em fevereiro de 2001, sendo muito elogiada pela coragem e pela qualidade do ensaio.
Hoje em dia, ela está à frente de um instituto, em São Paulo, onde ela dá aulas de tênis para aproximadamente 200 crianças, além de participar de outros projetos de caridade.

## Jogos Pan-Americanos

### Duplas Femininas: 1 medalha (1 ouro)
| Posição | Ano  | Local    | Parceira     | Oponentes                    | Placar             |
| Ouro    | 1999 | Winnipeg | Joana Cortez | Paula Cabezas Bárbara Castro | 6–0, 6–7(5–7), 7–5 |